# 玖珠郡信用組合
玖珠郡信用組合（くすぐんしんようくみあい）は、2007年11月まで存在し、大分県玖珠郡玖珠町に本店を置いていた信用組合。統一金融機関コードは2876、合併前時点での店舗数は2ヶ店だった。

## 概要
同信組の事業区域は玖珠郡玖珠町と九重町及び日田市の旧：天瀬町区域であるが、いずれも大分県一円をエリアとする大分県信用組合（本店：大分市）と競合していたが、2007年11月19日をもって、大分県信用組合に合併され、消滅した。合併前まで大分県内に本店を構える信用組合では唯一「しんくみ お得ねっと」の提携に参加していたが、合併後の大分県信組では本サービスの参加はされなかったため、今後本サービス提携金融機関のATMでも、非提携扱いの手数料がかかる。

## 沿革
- 1954年1月 設立。
- 2007年11月 大分県信用組合と合併し、解散（同時に、大分県信組玖珠支店の位置を旧：玖珠郡信組本店に移転）。

## 店舗
- 本店（店舗コード：001）
  - 大分県玖珠郡玖珠町大字帆足266-6
- 飯田出張所（店舗コード：003）
  - 大分県玖珠郡九重町大字田野1624-109

※：かつては南山田支店（002）・北山田支店（004）・塚脇支店（005）も構えていたが、2002年10月4日付けで本店へ統合された。
合併後の支店コードは、20を足した数になっている。